# 賈娜·比托·西加尼科娃
賈娜·比托·西加尼科娃（1983年9月15日—），本名賈娜·西加尼科娃，是斯洛伐克政治家，自2016年起擔任國民議會議員。她是自由與團結的成員。

## 早年生活
西加尼科娃在布拉迪斯拉發經濟與管理學院學習公共行政，在布拉格中歐管理學院學習醫療保健管理，於2018年畢業。
在進入政界之前，她從事銷售工作。2009年，她建立了一個名為HAPPY的私人幼兒園網絡。

## 政治生涯
她於2012年加入自由與團結。2013年，她當選為布拉迪斯拉發州議會議員。2016年斯洛伐克國民議會選舉中，她獲得國民議會議員席次。她在2020年斯洛伐克國民議會選舉中保住了席位。作為一名議員，她專注於醫療保健和墮胎權。
2022年9月下旬，她對同為國會議員的羅馬娜·塔巴克提出指控，指控她在夜總會襲擊。警方駁回了刑事指控，但以輕罪為由對塔巴克處以30歐元的罰款。

## 個人生活
2020年，她與前真人秀選手Daniel Bittó結婚。她在前段婚姻中育有兩個兒子。